# Гелаев, Руслан Германович
Русла́н (Хамза́т) Германович Гела́ев (чечен. ГелагIеран Ӏабдулхьамидан воI Руслан; 16 апреля 1964, Комсомольский, Урус-Мартановский район, Чечено-Ингушская АССР, РСФСР, СССР — 28 февраля 2004, вблизи Бежта, Дагестан, Россия) — чеченский военный, политический и государственный деятель. Председатель правительства ЧРИ; дивизионный генерал национальной армии Ичкерии, герой ЧРИ, «один из наиболее известных командиров высшего звена» во время Первой и Второй чеченских войн. Занимал высокие посты в Вооружённых силах Чеченской Республики Ичкерия, вплоть до главнокомандующего вооружёнными силами (с мая 2002 года до своей смерти — 28 февраля 2004 года). Известен также по произвищам и командирским радиопозывным «Ангел», «Чёрный Ангел», «Старик».

## Биография
По национальности чеченец. Отец Абдулхамид (Герман) Гелаев из тайпа Гухой. Мать — Сажант из тайпа Зумсой.
Полученное им образование составляли три класса сельской школы, хотя имели место слухи о якобы имевшемся у него высшем образовании.
В 1980-е годы, после кончины отца, уехал на заработки в Омскую область, где вступил в брак с местной жительницей Губкиной Ларисой Петровной. В 1988 году у них родился сын Рустам (погиб в Сирии в 2012 году). Когда Гелаев уехал в Чечню, жена Лариса с сыном приезжала туда — показывала ребёнка родственникам мужа. В родную деревню отписала, что останется в Чечне, но с началом Второй чеченской войны вернулась. Гелаев работал строителем, был работником грозненской нефтебазы, отвечая за сбыт нефтепродуктов.
По данным ряда источников, к моменту распада СССР Гелаев имел три судимости — две за разбой.
После посещения Мекки в 1998 году стал называть себя исламским именем Хамзат.

### Грузино-абхазский конфликт
В 1992—1993 годах вместе с Шамилем Басаевым участвовал в грузино-абхазском конфликте в составе отрядов Конфедерации горских народов Кавказа. К концу войны стал одним из самых авторитетных командиров. Гелаев в Абхазии воевал вместе со своим родственником Хамзатом Ханкаровым. В честь него он взял имя Хамзат. В 1992-м он обучался под руководством российских офицеров 345-го парашютно-десантного полка. Гелаев показывал успехи в воинских дисциплинах. Комбат Хамзат Ханкаров назначил его командиром взвода.
О жестокости Гелаева стало известно, когда жители Абхазии по телевизору опознали в нём главаря бандитов и обращались по этому поводу на блокпосты российских миротворцев. В 1995 году в ответ на бомбёжки Шатоя он лично казнил пленных военных лётчиков, сбросив их в пропасть.

### Первая чеченская война
С 1993 года командовал полком специального назначения «Борз». Вернувшись победителем в Грозный в 1993 году, он образовал из ветеранов Абхазии личную охрану Дудаева — Абхазский батальон. Впрочем, скоро Гелаев передал это подразделение Руслану Лабазанову. А сам принялся формировать и тренировать первый чеченский спецназ — 6-й батальон «Борз» («Волк»). Куртки с оскаленным волком на шевронах надели и ветераны Абхазии, и преступные элементы. Подружившись с близким к Дудаеву Салманом Радуевым, влил в своё подразделение лучших из радуевских Президентских беретов. Будучи специалистом по нефтепродуктам, Гелаев стал партнёром Радуева по нелегальному экспорту топлива. Kрупная доля прибыли уходила Дудаеву, но и того, что оставалось, хватало даже на загранкомандировки: часть своих бойцов Гелаев дважды вывозил на учёбу в афганские лагеря. К концу 1994 года батальон разросся до полка, носившего то же имя и вооружённого самым современным оружием, а отнюдь не чеченскими «Борзами» (пистолеты-пулемёты примитивной конструкции, изготовлявшиеся кустарным способом из низкокачественной стали). Была даже создана снайперская команда, в состав которой входили помимо чеченцев снайперы из Прибалтики.
Приходившийся Гелаеву дальним родственником Доку Умаров, впоследствии первый амир Имарата Кавказ, вспоминал, что, явившись перед началом войны в Чечню он сразу направился к Гелаеву: «Я приехал к нему на „Мерседесе“, в туфлях и с сигаретой во рту и предложил свою помощь… Гелаев посмотрел на меня и спросил, совершаю ли я молитву?».
В мае 1995 года Гелаев руководил Шатойским сектором обороны. В войну Гелаев вступил в звании подполковника вооружённых сил Чеченской республики Ичкерия. В 1995 году полк «Борз» в количестве 900 человек оборонял Шатойский район. Снайперский огонь и минные поля не позволяли федералам взять город, а также сёла Итум-Кала и Халкилой. Но боевикам наносили урон бомбёжки и ракетные обстрелы. Гелаев объявил о крупной денежной премии тому, кто собьёт российский вертолёт или самолёт. Кроме того, он направил небольшие группы захвата на охоту за военнослужащими с голубыми петлицами и крылышками. Когда в его руках оказалась группа пленных российских лётчиков, Гелаев пообещал федеральному командованию сбросить их в ущелье, если ракетно-бомбовые удары не прекратятся. И он сдержал своё слово: после очередного налёта на Шатой боевики столкнули связанных офицеров на острые скалы. Сцену убийства отсняли видеокамерой, а кассету подбросили федеральным силам с обещанием таким же образом убить остальных пленных.
Командовавший российскими войсками на Северном Кавказе Герой России генерал-полковник Геннадий Трошев в своих воспоминаниях упоминает эпизод, который имел место:

Восточнее гелаевцев, на левом берегу Аргуна, у села Дуба-Юрт, летом 1995 года расположились десантники из Новороссийска. Их старший начальник подполковник Егоров на одной из встреч вызвал боевиков на соревнование — в полной выкладке совершить по горам марш-бросок на несколько километров. Гелаев вызов принял. Потом очень жалел. «Голубые береты» не оставили боевикам никаких шансов, переиграв тех по всем статьям. Поэтому воевать с десантниками Гелаеву не особо хотелось, и под разными предлогами он увиливал от ведения боевых действий.

В январе 1996 года назначен командующим Юго-Западным сектором ВС ЧРИ. 16 апреля 1996 года совместно с Хаттабом устроил засаду у села Ярышмарды в Аргунском ущелье, в которую попала колонна федеральных войск МВО.
Руководил штурмами Грозного 6—8 марта и 6—11 августа в 1996 году. Во время мартовских боёв за Грозный Гелаев продержался в городе 3 дня и отступил: «Бои шли четыре дня, на пятый бандиты организованно ушли, захватив с собой запасы продовольствия, медикаментов и оружия». Второй штурм был более масштабным; вскоре после него были подписаны Хасавюртовские соглашения, фактически завершившие Первую чеченскую войну.

### Межвоенный период
В 1998 году совершил хадж в Мекку и принял арабское имя Хамзат. По некоторым сведениям, в 1996 году прошёл подготовку в лагерях Хаттаба в Афганистане. При поддержке Салмана Радуева создал организацию «Движение патриотических сил», которая находилась в оппозиции Масхадову. В апреле 1997 года назначен вице-премьером по территориям в правительстве Зелимхана Яндарбиева, затем вице-премьером по строительству в правительстве Аслана Масхадова. В январе 1998 года отказался от поста министра обороны в правительстве Шамиля Басаева, заявив, что не собирается становиться «свадебным генералом».
В июне 1999 года возглавил шариатскую гвардию. В июле 1999 года назначен первым вице-премьером правительства Чечни.

### Вторая чеченская война

Гелаев во время Второй войны

Во время Второй чеченской войны возглавлял Северо-Западный фронт ЧРИ, Юго-западный сектор обороны Грозного, а затем был назначен начальником обороны всего города. Обвинялся Масхадовым в самовольном прекращении обороны Грозного и оставлении города.
После падения Грозного в начале февраля 2000 года крупная группировка чеченских боевиков отступила в Шатойский район Чечни, где 9 февраля была блокирована федеральными войсками. По позициям боевиков наносились авиаудары с использованием полуторатонных объёмно-детонирующих бомб. Затем 22—29 февраля последовала наземная битва за Шатой. Боевикам удалось прорваться из окружения: группа Руслана Гелаева прорвалась на северо-западном направлении в село Комсомольское (Урус-Мартановский район), а группа Хаттаба — на северо-восточном направлении через Улус-Керт (Шатойский район), где произошёл Бой у высоты 776.
Согласно другим утверждениям, его отряд участвовал в составе формирований Басаева и Хаттаба в бою под Улус-Кертом 29 февраля 2000 года, Гелаев указывается среди руководителей боевиков.
К этому же времени относят его соединение с отрядом Хачукаева, также оставившим Грозный с потерями. После выхода из Грозного зимой 2000 года произошло и объединение Гелаева с А.-М. Межидовым, который стал его заместителем.
Когда основные силы гелаевской группировки в марте 2000 года сосредоточились в его родовом селе Комсомольское, оно было окружено и заблокировано федеральными войсками. 5—21 марта 2000 года федеральные войска начали штурм села, в ходе которого тяжёлые потери понесли обе стороны. Боевики потеряли убитыми более 500 человек, часть сдалась в плен. По утверждению газеты «Спецназ России», Гелаеву в Комсомольское на помощь должен был прийти Арби Бараев, но не сделал этого, в связи с чем Гелаев объявил его своим кровным врагом.
После разгрома в Комсомольском, находясь в одном лагере в горно-лесистой местности на границе Ингушетии и Чечни, Гелаев вместе с Межидовым решили перебраться в Грузию для зимовки, Хачукаев же остался в Чечне на правах «полномочного представителя» Гелаева. Гелаевцы ушли в Грузию, обосновавшись в Панкисском ущелье. У Ислама Сайдаева имеется подробное описание входа Гелаева в Грузию, в чём Сайдаев принимал непосредственное участие.
К концу 2001 года относится разжалование Гелаева Масхадовым из дивизионного генерала в рядовые (звание будет возвращено после рейда в Абхазию полутора годами позже). В приказе № 545 от 22 ноября 2000 года Масхадов обвинил Гелаева в трусости и «бездарном» управлении боевиками, что повлекло большие жертвы во время боёв за село Комсомольское в марте 2000 года: «Командующий юго-западным фронтом дивизионный генерал Гелаев Хамзат практически самоустранился от исполнения своих обязанностей, не выходя на связь или контакт с Верховным Главнокомандующим даже посредством посыльного, вновь принял самостоятельное решение и под предлогом сохранения сил и организации вынужденного отдыха для бойцов вывел часть подразделений и убыл сам на территорию сопредельного государства, то есть фактически дезертировал из зоны боевых действий и проявил трусость».

### Рейд в Абхазию
На лето 2001 года амиры Хызыр Салпагаров в Карачаево-Черкесии (Карачаевский джамаат) и братья Беккаевы в Кабардино-Балкарии готовили исламистское вооружённое восстание в своих республиках, поддержку которому должен был оказать Гелаев, вторгнувшись через Абхазию. Однако восстание было сорвано волной арестов, проведённых правоохранительными органами.
25 сентября 2001 года Гелаев со своим отрядом (около 500 боевиков) оказал поддержку представителю президента Грузии в Кодорском ущелье Эмзару Квициани, отряд которого вторгся в Гульрипшский район Абхазии. Грузинские и чеченские боевики встретили ожесточённое сопротивление местных сил самообороны и были вынуждены вернуться на старые позиции в верхней части Кодорского ущелья.
Утверждается, что эта акция стала поводом «первого серьёзного обострения отношений между Россией и Грузией» и после неё «Россия всерьёз озаботилась проблемой находящихся в Панкисском ущелье чеченцев».
9 ноября 2001 года Генеральная прокуратура России направила Грузии требование о выдаче Гелаева.
С 2001 года в Панкисском ущелье располагалась основная база Гелаева.
В мае 2002 года назначен главнокомандующим вооружёнными силами Ичкерии.
Доку Умаров вспоминал, как в 2002 году Гелаев и Межидов вместе с Арсановым отказались принести байат (присягу) Аслану Масхадову: «Главным выступающим был Хамзат Гелаев, который сказал, что мы воюем за республику, за Ичкерию, а не за Шариат, не за исламское государство». 
В то время была намечена операция в Осетии, но она не состоялась… После этого Хамзат сказал, что уходит. Я отправился за ним и нагнал Хамзата у речки Гехи. 
Я спросил Хамзата, куда он направляется. Он ответил, что едет в Ирак. 
Я спросил: 
— Как это ты едешь в Ирак, с чьего разрешения ты направился в Ирак? 
Он ответил, что ему не нужно разрешение. Хамзат заявил, что нет исламской основы в нашей войне. 
— Вы воюете за Ичкерию, под флагом Ичкерии. А в Ираке истинный джихад, провозглашён Эмират. 
В то время я был очень удивлён этим. Я сказал, что в таком случае, по-твоему получается, что мы воюем не ради Аллаха, мы боевики, а ты один муджахид?!
Летом 2002 года появилась информация о том, что президент ЧРИ Масхадов призвал Гелаева возвратиться в Чечню и продолжить боевые действия. Газета «Известия» отмечала, что к тому времени его позывной «Ангел» не слышали в Чечне уже более двух лет, с тех пор как «в ходе многодневной операции федеральные войска сровняли с землёй село Комсомольское».

### Переход из Панкиси в Чечню
Как отмечало RFI в 2013 году: «В начале прошлого десятилетия, ситуация в Панкиси была одной из самых актуальных тем, поскольку там обосновался отряд влиятельного чеченского полевого командира, Руслана Гелаева». Как отмечала Ю. Латынина: «В Панкиси было сравнительно безопасно, пока не случилось 11 сентября (2001)». Как отмечало далее RFI: «президент Грузии Шеварднадзе распорядился выдавить из ущелья отряд Гелаева». Мотивы этого можно найти у Ислама Сайдаева.
Летом 2002 года боевики Гелаева прорывались из Панкисского ущелья Грузии в Чечню и убили при этом восемь российских пограничников в Кодорском ущелье.
В конце августа 2002 года Грузия начала антикриминальную операцию в Панкисском ущелье.
К началу сентября 2002 года в Панкисском ущелье Грузии сосредоточивалось более тысячи боевиков, ведущим лидером среди которых являлся Гелаев. Решившим возвращаться в Чечню удалось проникнуть через российско-грузинскую границу. Они с самого начала действовали разделившись и части из них удалось беспрепятственно достичь Чечни. По одному из свидетельств, выдвижение боевиков из Панкисского ущелья началось не позднее начала августа.
20 сентября боевики появились у селения Тарское в Северной Осетии, где атаковали патрульную машину федеральных сил, обнаружившую их, после чего направились в Ингушетию в район села Галашки, откуда они намеревались двинуться к чеченскому селу Бамут. Однако после инцидента в Тарском территория нахождения боевиков была блокирована, и 24—26 сентября у Галашек прошёл бой. Боевикам удалось убить более 30 военных и милиционеров и даже сбить вертолёт Ми-24, однако они были рассеяны и частично уничтожены, части же удалось прорваться в Чечню в районе Бамута.
В январе 2003 года министр госбезопасности Грузии Валерий Хабурзания подтвердил, что группа боевиков Гелаева находится в Чечне, куда перебралась из Панкисского ущелья в прошлом году. По его утверждению, «Гелаев покинул ущелье в августе-сентябре», когда Грузия проводила там антикриминальную операцию.
В июле 2003 года Ахмат Кадыров заявил, что ведёт с Гелаевым переговоры о сложении оружия, по словам Кадырова тот «не связан с похищениями людей, не связан с Яндарбиевым и Удуговым». Газета «Известия» тогда же отмечала, что Гелаев находится на юге Чечни, по её информации, его отряд в 50—70 бойцов действует по Шатойскому, Итум-Калинскому и Веденскому районам.

### Смерть
С августа по декабрь 2003 года отряд Гелаева совершил переход из Ингушетии в Шаройский район Чечни — для последующего ухода в Грузию на зимовку. Сумев к концу года сгруппировать большую часть своих сил, он предпринял попытку уйти туда через Дагестан.
Выйдя 30 ноября из селения Кири Шаройского района Чечни, руководимая им группа не успела до закрытия на зиму перевала Бацы-Буца, к которому они вышли 8 декабря. Там был глубокий снег и сильный мороз, сам Гелаев серьёзно отморозил ноги, дух боевиков пошатнулся, и в ходе молитвы Хамзат обратился к подчинённым со словами «Аллах испытывает нас холодом и голодом…» и призвал их набраться мужества — этот эпизод запечатлён на последней его прижизненной видеосъёмке.
В ночь на 15 декабря 2003 года лично руководимый им отряд численностью 36 боевиков с территории Чечни проник в селение Шаури Цунтинского района Дагестана. Получив сообщение об этом от местных жителей, на автомашине ГАЗ-66 туда выдвинулась разведывательно-поисковая группа пограничной заставы «Мокок» в составе девяти военнослужащих, под командованием начальника заставы капитана Р. А. Халикова. Сам Гелаев, подавая пример своим бойцам, вышел на дорогу и открыл огонь по машине из пулемёта Дегтярёва. Добивая раненых пограничников, Гелаев попутно расстрелял и своего бойца: «Десятой жертвой этой бойни стал молодой боевик-аварец. Гелаев дал ему штык-нож и приказал отрезать голову земляку — раненому капитану Халикову. Боевик отказался…», — пишет газета «Коммерсантъ». Против боевиков была начата широкомасштабная войсковая операция с привлечением артиллерии, авиации и бронетехники; они разделились и пытались скрыться, однако в ходе ожесточённых боёв, продолжавшихся несколько недель, бо́льшая часть отряда была уничтожена, часть была захвачена в плен, некоторым удалось уйти через перевалы в Грузию и Чечню. Появлялась информация и об уничтожении Гелаева, однако она была опровергнута.
С окончательным разгромом отряда, Гелаев пересидел несколько дней в кошаре у доверенного чабана и затем предпринял попытку в одиночку добраться до Панкиси в Грузии.
28 февраля 2004 года он случайно наткнулся на двоих дагестанских пограничников (М. Сулейманова и А. Курбанова), которых застрелил в ходе перестрелки, однако и сам получил тяжёлое ранение в руку (пули раздробили левый локоть и практически оторвали руку). Истекая кровью, о чём красноречиво свидетельствовали следы на снегу, он преодолел около пятидесяти метров, присел у дерева и отрезал себе раненую руку; спустя считанные минуты он умер от потери крови и травматического шока. На следующий день его тело было обнаружено. У него нашли автомат АКС-74, три магазина с патронами, гранату Ф-1, шоколад и кофе, упаковку вермишели «Роллтон», кусок вяленого бараньего курдюка, 200 долларов, карту Цунтинского района, записную книжку с длинным списком телефонных номеров и литературу ваххабитского содержания. На нём были резиновые болотные сапоги, чёрные тренировочные штаны «Адидас» с вытянутыми коленками, потёртая куртка «аляска» и чёрная вязаная шапочка.

Картина последних минут жизни Гелаева была детально восстановлена экспертами ФСБ и описана в мельчайших подробностях. Ему было всё труднее и труднее делать каждый шаг, так как из его раздробленной левой руки хлестала кровь. Командир, решивший пожертвовать частью себя, нежели потерять всё, примерно в полусотне метров от места боя остановился, отрезал левую руку и бросил её на снег вместе с ножом. Затем он достал резиновый жгут, наложил его на обрезок руки, сделал ещё несколько шагов и упал. Встать ему удалось с большим трудом. Пройдя несколько десятков шагов, Гелаев остановился, достал из кармана банку растворимого кофе «Nescafé» и, открыв её из последних сил, начал жевать гранулы, надеясь, что кофе взбодрит его и поможет дойти до заветной границы. Потом Руслан Гелаев достал и надкусил плитку шоколада «Алёнка», после чего снова упал и пополз.
— газета «Спецназ России»

Последние метры в сторону границы Грузии полевой командир полз на четвереньках. Он так и умер в этой позе со сжатой в кулаке шоколадкой.
— Коммерсантъ, 02.03.2004.
2 марта 2004 года его гибель официально подтвердила ФСБ России. Его тело опознали хорошо знавшие его лица, в частности по характеру ранения на ноге, личным вещам и кинжалу, с которым он никогда не расставался.
Согласно судебно-медицинскому заключению, смерть Гелаева наступила от «множественных осколочных ранений, переломов конечностей и кровопотери в результате травматического отсечения кисти руки».
«Гелаев был одним из последних живых „одиозных“ полевых командиров. На ситуацию в Чечне после сокрушительного поражения в селении Комсомольское в 2000 году он влиял уже слабо» («Известия», 19.01.2004). «Смерть Гелаева, безусловно, оказалась значительной потерей для чеченских „непримиримых“. Это был один из последних представителей „старой гвардии“, известный лично многим международным террористам, вплоть до Усамы бен Ладена, и получавший от них деньги» (газета «Спецназ России»).
Как заявил тогда президент Чечни Ахмат Кадыров: «Раньше Хамзат действительно являлся ключевой фигурой среди боевиков. Однако после поражения в Комсомольском и других неудачных рейдов Масхадов разжаловал его в рядовые. Таким образом, от Гелаева осталось только одно имя, раскрученное СМИ».
Касательно иных версий смерти Гелаева, как отмечают авторы сайта «hotdotcenter.ru», закономерно возникает вопрос, кто же тогда убил дагестанских пограничников. Существуют и другие подтверждения приведённой выше официальной версии.

## Характеристика
- Вадим Речкалов в 2003 году отмечал, что Гелаев отличается «благостным имиджем — этакого правоверного справедливого воина. В отличие от своего бывшего соратника Арби Бараева он не был замечен в похищении людей и расстреле соплеменников, как, например, Шамиль Басаев. В первую кампанию чеченские барды слагали о Гелаеве песни: „А кто нас спас — гелаевский спецназ“. После паломничества в Мекку в 1998 году Гелаев взял себе имя Хамзат и окружил себя ореолом святости в глазах чеченской молодёжи»[41].
- Президент Чечни Ахмат Кадыров в 2003 году не раз заявлял, что ведёт переговоры о сдаче с «Гелаевым и его людьми», так как это «вменяемый человек, который устал воевать и хочет вернуться к мирной жизни»[13]. В 2002 году президент Грузии Эдуард Шеварднадзе отмечал, что Гелаев, по его мнению, является для России «приемлемой личностью»[55].
- Газета «Спецназ России» отмечала, что он не специализировался на террористических актах, а похищениями людей с целью выкупа практически не занимался, добывая деньги другими способами[2].
- В отличие от большинства чеченских полевых командиров, Гелаев являлся сторонником вооружённой борьбы с «оккупационными войсками», а не с мирными гражданами, и осуждал минную войну, — отмечал журнал «Мир оружия» (2005), который также называл его «наиболее популярным в Чечне полевым командиром, не запятнавшим себя кровью гражданского населения и открыто осуждавшим терроризм»[15].
- Российскими изданиями утверждалось об имевшихся у него налаженных в своё время самостоятельных (через голову Хаттаба) контактах с Усамой бен Ладеном[56].
- Обладал «непомерным самомнением, в силу которого он по определению не мог занять вторые роли», для него «всякое подчинённое положение было бы абсолютно недопустимым»[56].

## Память
В честь Гелаева назван чеченский миротворческий батальон имени Хамзата Гелаева, который воюет на стороне Вооружённых сил Украины.
В 2023 году решением криворожского городского совета, улица Хабаровская города Кривого Рога переименована в честь Руслана Гелаева.

## Сын Рустам
12 августа 2012 года 24-летний Рустам Русланович Гелаев, с июня того года выступавший на стороне боевиков в ходе гражданской войны в Сирии, был убит в одном из столкновений с правительственной армией. Это было опровергнуто родственниками.
По версии родственников, Рустам находился в Сирии на учёбе и вместе с другими исламскими студентами был убит осколками в мечети, попавшей под обстрел правительственными войсками.
На странице SyrianTube в сети Facebook есть видео ранения Рустама Гелаева и его смерти.